# Jan Klein (politik)
Jan Klein (21. dubna 1870 Blučina – 1. ledna 1940 Blučina) byl předlitavský a československý zemědělec a politik, starosta Blučiny a v letech 1913 – 1918 poslanec Moravského zemského sněmu.

## Životopis
Pocházel ze staré blučinské rolnické rodiny. Narodil se jako syn pololáníka Josefa Kleina a jeho ženy Antoníny, rovněž blučinského pololáníka Jana Demala. Vzal si 19. května 1897 Emilii Flodrovou, dceru dalšího pololáníka Josefa Flodra.
V roce 1902 byl zvolen do obecního výboru. Po vyhraných obecních volbách se 20. května 1908 stal starostou Blučiny, kterým byl až do roku 1911. K roku 1909 vykonával rovněž funkci pokladníka českých starostenských sborů pro okres Židlochovice. Angažoval se také v místním čtenářském spolku, předsedal dobytčí pojišťovně a Okresnímu silničnímu výboru. Spolu s dalšími osobnostmi českého veřejného života se zasloužil o regulaci Litavy a Dunávky. Za svoje zásluhy získal čestné občanství Hrušovan u Brna.
V moravských zemských volbách 1913 se stal kandidátem Katolické strany národní na Moravě na místo poslance české části kurie venkovských obcí v obvodu tvořeném okresy Židlochovice a Pohořelice. Proti němu stál agrárník František Hlaváček, ale Klein zvítězil s asi 75 % hlasů. Nahradil tak dosavadního staročeského poslance Jana Kelbla, který nekandidoval.
V roce 1915 odešel do války. Po ní znovu vykonával až do roku 1927 funkci starosty Blučiny. V obecních volbách v roce 1923 kandidoval za lidovce. V roce 1924 se stal členem místní školní rady. V obecních volbách 1927 kandidoval ze čtvrtého místa lidovecké kandidátky a znovu zasedl v místním zastupitelstvu, byl zvolen 1. náměstkem starosty. V zemských volbách 1928 kandidoval za lidovce také do zemského zastupitelstva, ale nebyl zvolen. Byl ale jmenován do okresního zastupitelstva.